# Broken Back

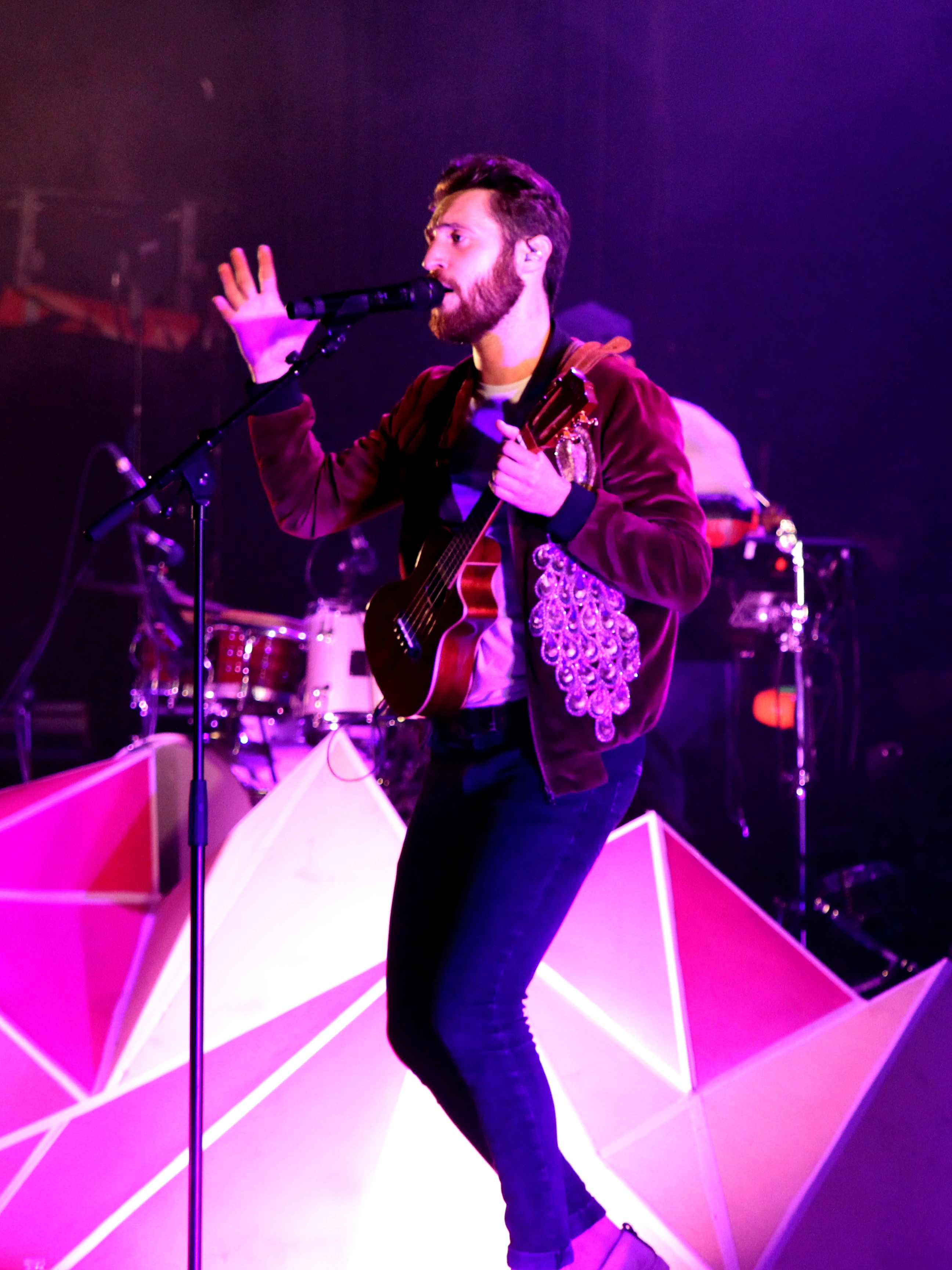
Broken Back

Broken Back (* 10. August 1990 in Saint-Malo, Frankreich, bürgerlich Jérôme Louis Robert Fagnet) ist ein französischer Musiker.

## Karriere
Fagnet studierte von 2010 bis 2014 an der EDHEC Business School in Lille und schloss dort seinen Master in Business und Management ab. Währenddessen, im Jahr 2012, musste er aufgrund eines Wirbelgleitens mehrere Monate lang aussetzen, daher stammt auch sein Künstlername. Er nutzte die Freizeit, um Gitarre zu spielen und sich als Songwriter zu betätigen. Er bot seine so entstandenen Lieder kostenfrei bei Soundcloud an.
Im Jahr 2014 wurden Klingande auf ihn aufmerksam und produzierten mit ihm zusammen den Song Riva (Restart the Game). Dieser wurde im Frühjahr 2015 veröffentlicht und konnte in die Top Ten aller drei Musikcharts der deutschsprachigen Länder einsteigen und auch in anderen europäischen Ländern Erfolge feiern. Seine erste Solosingle Halcyon Birds war von 2015 bis 2017 77 Wochen lang in den französischen Streaming-Charts vertreten.

## Diskografie

### Alben
| Jahr | Titel       | Höchstplatzierung, Gesamtwochen, AuszeichnungChartplatzierungen (Jahr, Titel, Platzierungen, Wochen, Auszeichnungen, Anmerkungen) | Höchstplatzierung, Gesamtwochen, AuszeichnungChartplatzierungen (Jahr, Titel, Platzierungen, Wochen, Auszeichnungen, Anmerkungen) | Höchstplatzierung, Gesamtwochen, AuszeichnungChartplatzierungen (Jahr, Titel, Platzierungen, Wochen, Auszeichnungen, Anmerkungen) | Anmerkungen                             |
| Jahr | Titel       | CH | FR | BEW | Anmerkungen                             |
| ---- | ----------- | --- | --- | --- | --------------------------------------- |
| 2016 | Broken Back | CH93 (1 Wo.)CH | FR76 Gold · (26 Wo.)FR | BEW64 (29 Wo.)BEW | Erstveröffentlichung: 18. November 2016 |

### EPs
- 2015: Dear Misfortune, Mother of Joy (Erstveröffentlichung: 6. August 2015)
- 2019: She Falls (Erstveröffentlichung: 15. Mai 2019)

### Singles
| Jahr | Titel Album                       | Höchstplatzierung, Gesamtwochen, AuszeichnungChartplatzierungen (Jahr, Titel, Album, Platzierungen, Wochen, Auszeichnungen, Anmerkungen) | Höchstplatzierung, Gesamtwochen, AuszeichnungChartplatzierungen (Jahr, Titel, Album, Platzierungen, Wochen, Auszeichnungen, Anmerkungen) | Höchstplatzierung, Gesamtwochen, AuszeichnungChartplatzierungen (Jahr, Titel, Album, Platzierungen, Wochen, Auszeichnungen, Anmerkungen) | Höchstplatzierung, Gesamtwochen, AuszeichnungChartplatzierungen (Jahr, Titel, Album, Platzierungen, Wochen, Auszeichnungen, Anmerkungen) | Höchstplatzierung, Gesamtwochen, AuszeichnungChartplatzierungen (Jahr, Titel, Album, Platzierungen, Wochen, Auszeichnungen, Anmerkungen) | Anmerkungen                                       |
| Jahr | Titel Album                       | DE | AT | CH | FR | BEW | Anmerkungen                                       |
| ---- | --------------------------------- | --- | --- | --- | --- | --- | ------------------------------------------------- |
| 2015 | Happiest Man on Earth Broken Back | — | — | — | FR112 (2 Wo.)FR | BEW6 (19 Wo.)BEW | Erstveröffentlichung: 14. September 2015          |
| 2016 | Halcyon Birds Broken Back         | — | — | — | FR40 Platin · (30 Wo.)FR | — | Erstveröffentlichung: 10. Juni 2016               |
| 2016 | Excuses Broken Back               | — | — | — | FR99 (1 Wo.)FR | BEW28 (12 Wo.)BEW | Erstveröffentlichung: 14. November 2016           |
| 2019 | Wake Up                           | — | — | — | — | BEW20 (15 Wo.)BEW | Erstveröffentlichung: 28. Juni 2019 mit Henri PFR |

Weitere Singles
- 2013: What It Used to Be
- 2015: Mild Blood
- 2016: Baby One More Time
- 2017: Better Run
- 2017: Wait
- 2017: The Sooner the Better
- 2017: Young Souls (Dim Sum Remix)
- 2018: Wonders (mit Klingande)
- 2019: Young Love
- 2019: Breathe Slow
- 2019: She Falls
- 2019: One by One (Alle Farben Remix)
- 2019: Jack & Jill
- 2020: Good Days (mit Dany Synthé)

#### Als Gastmusiker
| Jahr | Titel Album             | Höchstplatzierung, Gesamtwochen, AuszeichnungChartplatzierungen (Jahr, Titel, Album, Platzierungen, Wochen, Auszeichnungen, Anmerkungen) | Höchstplatzierung, Gesamtwochen, AuszeichnungChartplatzierungen (Jahr, Titel, Album, Platzierungen, Wochen, Auszeichnungen, Anmerkungen) | Höchstplatzierung, Gesamtwochen, AuszeichnungChartplatzierungen (Jahr, Titel, Album, Platzierungen, Wochen, Auszeichnungen, Anmerkungen) | Höchstplatzierung, Gesamtwochen, AuszeichnungChartplatzierungen (Jahr, Titel, Album, Platzierungen, Wochen, Auszeichnungen, Anmerkungen) | Höchstplatzierung, Gesamtwochen, AuszeichnungChartplatzierungen (Jahr, Titel, Album, Platzierungen, Wochen, Auszeichnungen, Anmerkungen) | Anmerkungen                                                    |
| Jahr | Titel Album             | DE | AT | CH | FR | BEW | Anmerkungen                                                    |
| ---- | ----------------------- | --- | --- | --- | --- | --- | -------------------------------------------------------------- |
| 2015 | Riva (Restart the Game) | DE9 Gold · (20 Wo.)DE | AT13 (19 Wo.)AT | CH6 (20 Wo.)CH | FR144 (7 Wo.)FR | — | Erstveröffentlichung: 2. März 2015 Klingande feat. Broken Back |
| 2016 | Fireball                | — | — | — | FR67 (27 Wo.)FR | — | Synapson feat. Broken Back                                     |

## Belege
1. ↑  https://dirigeants.bfmtv.com/Jerome-FAGNET-5189098/
2. ↑  Archivierte Kopie (Memento des Originals vom 29. September 2017 im Internet Archive)  Info: Der Archivlink wurde automatisch eingesetzt und noch nicht geprüft. Bitte prüfe Original- und Archivlink gemäß Anleitung und entferne dann diesen Hinweis.
3. ↑  https://online.gema.de/werke/search.faces
4. ↑  https://de.linkedin.com/in/j%C3%A9r%C3%B4me-fagnet-76017857@1@2Vorlage:Toter+Link/de.linkedin.com+(Seite+nicht+mehr+abrufbar,+festgestellt+im+April+2018.+Suche+in+Webarchiven) Datei:Pictogram+voting+info.svg Info:+Der+Link+wurde+automatisch+als+defekt+markiert.+Bitte+prüfe+den+Link+gemäß+Anleitung+und+entferne+dann+diesen+Hinweis.
5. ↑  https://www.indieshuffle.com/broken-back-happiest-man-on-earth/
6. 1 2 3 4 5  Chartquellen: DE AT CH FR BEW
7. 1 2  Auszeichnungen für Musikverkäufe: FR DE